# Милославский, Терентий Фёдорович
Терентий Федорович Милославский (1469-1534) — основатель знатного боярского и дворянского рода Милославских, принял фамилию по имени деда, Милослава Сигизмундовича Корсак.

## Происхождение
- Терентий (ок.1469-1530)
  - Федор (ок.1409-ок.1481)
    - Милослав (1352—1419)
      - Сигизмунд Корсак (1333-1392)

Дед Терентия,  Милослав Сигизмундович (1352—1419), сын чеха Сигизмунда Корсака, прибыл в Москву в свите Софии Витовтовны, невесты великого князя Василия Дмитриевича (9 января 1390).
В некоторых документах у Терентия фамилия записана как «Корсаков-Милославский».

## Семья
Братья Терентия: Михаил, Степан, Семён Корсаковы.
Терентий был женат на Анне, дочери удельного князя из династии Гедиминовичей — Дмитрия (Корибута) Ольгердовича. Анна приходилась племянницей королю Польши Ягайло.
Сыновья Терентия: Илья, Данила, Федор, Владимир, Андрей.
Федор — помещик в Богородицком Дягиленском погосте Водской пятины (с кон. XV в.).
Андрей — участник русско-литовской войны 1512—1522 годов. Был пленен литовцами в битве под Оршей (1514) и умер в заключении в Бресте.
Данила (по прозвищу «Козел», ум. до февр. 1534) — основатель старшей ветви знатного боярского и дворянского рода Милославских, дьяк великого князя московского Василия III Ивановича (стал им между 1511 и 1517), посельский (управляющий вотчиной) дмитровского князя Юрия Васильевича в его сёлах Кучки и Деревеньки в Шуткине стане Юрьев-Польского уезда (1460–72), в конце XV века посельский великого князя московского Ивана III Васильевича и его жены великой княжны Софьи Палеолог в Соль-Вычегодском уезде.
Илья (р. оц.1440) стал основателем младшей ветви рода, которая в последствии возвысилась, породнившись с Романовыми через брак Марии Ильиничны Милославской с царём Алексеем Михайловичем.